# Sigmund von Schossberger
Baron Sigmund Schossberger de Tornya (* 8. Oktober 1827 in Pest; † 5. Oktober 1900 in Budapest) war ein ungarischer Industrieller.

## Leben
Sigmund von Schossberger war der Sohn des jüdisch-ungarischen Großhändlers, Gutsbesitzers und Industriellen Simon Wolf Schossberger de Tornya (geb. 1797 in Pest, gest. 1874 in Budapest), der 1863 von Kaiser Franz Joseph I. als erster nicht konvertierter Jude in den ungarischen Adelsstand erhoben wurde. Ab 1851 arbeitete Sigmund mit seinem Vater in der Firma S. W. Schosberger zusammen; 1856 trat auch sein Bruder Heinrich (1833–1899) in das Familienunternehmen ein. 1851 heiratete Sigmund zudem in Wien Theresia Mayer (1830–1921), eine Schwester des österreichischen Textilindustriellen Albert Mayer von Gunthof (1827–1906). Vier Kinder aus der Ehe erlebten das Erwachsenenalter: Anna, Nándor (Ferdinand), Jenny (Mutter von George de Hevesy, Nobelpreisträger für Chemie im Jahr 1943) und Victor.

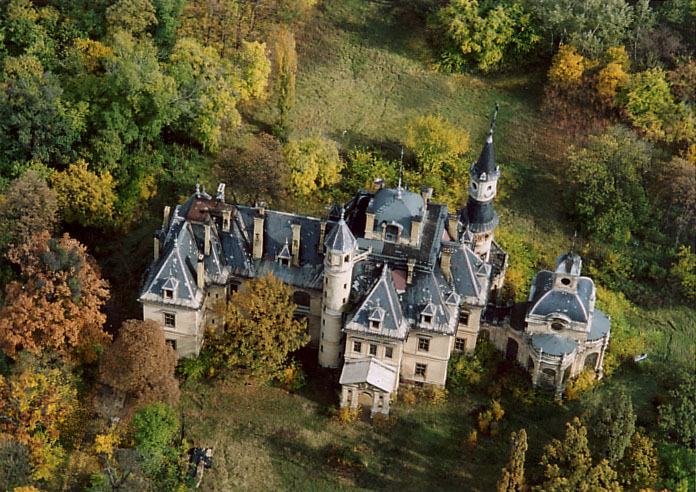
Luftaufnahme des Schossberger Schlosses

Die Familie Schossberger verlegte ihr Unternehmen in das Komitat Pest, wo sie ihre Aktivitäten auf die Zuckerindustrie, den Tabakhandel und das Bankwesen ausweiteten. Aufgrund seiner guten Beziehungen zur Regierung in Wien und vielfältigen Aktivitäten wurde Sigmund von Schossberger einer der reichsten Männer Ungarns.
Im Jahr 1890 wurde Sigmund Präsident der Budapester Vereinigung der Zuckerindustriellen und -händler. In dieser Zeit wurde ihm auch der Titel Baron verliehen. Damit wurde er auch erstes jüdisches Mitglied des Magnatenhauses.
Sigmund von Schossberger kaufte im Jahr 1873 von der Familie Esterházy die Domäne in Tura, nicht weit von Budapest. Dort ließ er sich von dem berühmten Architekten Miklós Ybl das sogenannte Schossberger Schloss bauen.